# Izmajil
Izmajil (ukrainsk: Ізмаї́л; russisk: Измаил, tidligere Тучков ("Tutskov"); rumænsk: Ismail eller Smil; polsk: Izmaił, bulgarsk: Исмаил) er en historisk by ved floden Donau i Odessa oblast i det sydvestlige Ukraine. Byen er administrativt centrum i Izmajil rajon, et af syv rajoner i Odessa Oblast, men er teknisk ikke en del af rajonen, men har status som "by med regional betydning". Byen havde i 2021 en befolkning på 70.731 indbyggere.
I russisk historieskrivning forbindes Izmajil med belejringen af den osmanniske fæstning Izmail af den russiske general Alexander Suvorov i det 18. århundrede.
Izmajil er den største ukrainske havn i Donaudeltaet, på Kilijske hyrlo (den Kilijske arm, Кілійське гирло). Byen et center for fødevareforarbejdningsindustrien og et populært regionalt turistmål. Det er også en hjemsted for Ukraines flåde og kystbevogtning.

## Historie
Genovesiske handelsfolk opførte i 1100-tallet en fæstning i Izmajil, dengang kaldet Licovrissi. Området og borgen kom kortvarigt i 1300-tllet under Valakiet; området nord for Donau tilhørte basaraberne (der senere lagde navn til Bessarabien). Byen nævnes første gang med sit nuværende navn som Ismailiye, opkaldt efter den osmanniske storvisir Izmail.
Fra slutningen af 1300-tallet var Izmajil underlagt Moldavien. I 1484 erobrede osmannerne området, der blev lagt ind under et osmanniske protektorat og senere fra 1538 styret direkte fra Konstantinopel. Fra begyndelsen af 1500-tallet var fæstningen i Izmajil den vigtigste fæstning i Budjak-regionen. I 1569 besluttede sultan Selim 2. at befolke Izmail med nogajere, der oprindeligt var hjemmehørende i det nordlige Kaukasus.
Efter den russiske general Nikolaj Repnin indtog fæstningen i Izmajil i 1770 under Den russisk-tyrkiske krig (1768-1774) forstærkede tyrkerne fæstningen kraftigt, og sultanen pralende med, at fæstningen var uindtagelig. Men under den næste russisk-tyrkiske krig indtog den russiske general Alexander Suvorov den 22. december 1790 atter fæstningen og byen. Ved fredsslutningen blev byen dog atter givet til osmannerne, men allerede den 14. september 1809 blev byen indtaget af russerne, denne gang under Den russisk-tyrkiske krig (1806-1812). Efter krigens afslutning overgik byen sammen med resten af Bessarabien til Det Russiske Kejserrige i 1812 ved Bukarest-traktaten. Efter Ruslands overtagelse blev bygget flere kirker i byen, og flere moskeer blev omdannet til kirker.
Efter Ruslands nederlag i Krimkrigen overgik byen til Moldavien, der kort efter blev en del af de Forenede fyrstedømmer Moldavien og Valakiet. Endnu en russisk-tyrkisk krig i 1877-1878 medførte, at Rusland igen erobrede byen. Efter Det russiske kejserriges kollaps i 1917 og Ruslands udtræden af 1. verdenskrig blev byen indtaget af den rumænske hær den 22. januar 1918. Sovjetunionen opretholdt krav på territoriet. Byen blev igen i 1940 erobret af Sovjetunionen og i august 1940 lagt under Ukrainske SSR. I 1941 erobrede Rumænien atter byen i forbindelse med Nazi-Tysklands Operation Barbarossa, hvori Rumænien deltog. Efter afslutningen af 2. verdenskrig opnåede Sovjetunionen atter kontrol over området. Ved Sovjetunionens opløsning blev byen en del af Ukraine.

## Geografi og klima
Ifølge Köppens klimaklassifikation har Izmajil et fugtigt kontinentalklima (Dfa) med fire distinkte sæsoner, typisk for det sydlige Ukraine. Somrene er varme og fugtige og vintrene er kolde med et gennemsnit på 48 frostdage om året.
| Vejr for Izmail (1981–2010, extremes 1886–present) | Vejr for Izmail (1981–2010, extremes 1886–present) | Vejr for Izmail (1981–2010, extremes 1886–present) | Vejr for Izmail (1981–2010, extremes 1886–present) | Vejr for Izmail (1981–2010, extremes 1886–present) | Vejr for Izmail (1981–2010, extremes 1886–present) | Vejr for Izmail (1981–2010, extremes 1886–present) | Vejr for Izmail (1981–2010, extremes 1886–present) | Vejr for Izmail (1981–2010, extremes 1886–present) | Vejr for Izmail (1981–2010, extremes 1886–present) | Vejr for Izmail (1981–2010, extremes 1886–present) | Vejr for Izmail (1981–2010, extremes 1886–present) | Vejr for Izmail (1981–2010, extremes 1886–present) | Vejr for Izmail (1981–2010, extremes 1886–present) |
|                                                    | Jan                                                | Feb                                                | Mar                                                | Apr                                                | Maj                                                | Jun                                                | Jul                                                | Aug                                                | Sep                                                | Okt                                                | Nov                                                | Dec                                                | År                                                 |
| -------------------------------------------------- | -------------------------------------------------- | -------------------------------------------------- | -------------------------------------------------- | -------------------------------------------------- | -------------------------------------------------- | -------------------------------------------------- | -------------------------------------------------- | -------------------------------------------------- | -------------------------------------------------- | -------------------------------------------------- | -------------------------------------------------- | -------------------------------------------------- | -------------------------------------------------- |
| Højest målte °C                                    | 18,4                                               | 23                                                 | 27,6                                               | 31,2                                               | —                                                  | 36,7                                               | 40,7                                               | 39,1                                               | 35,9                                               | —                                                  | 25,5                                               | 19,9                                               | 40,7                                               |
| Gennemsnitlig maks °C                              | 3,1                                                | 4,8                                                | 9,8                                                | 16,5                                               | —                                                  | 26,6                                               | 29,2                                               | 29,1                                               | 23,5                                               | —                                                  | 10                                                 | 4,5                                                | 16,4                                               |
| Gennemsnitlig °C                                   | −0,5                                               | 0,5                                                | 4,8                                                | 10,7                                               | —                                                  | 20,6                                               | 23                                                 | 22,5                                               | 17,5                                               | —                                                  | 5,6                                                | 0,9                                                | 11,1                                               |
| Gennemsnitlig min °C                               | −3,7                                               | −3,1                                               | 0,6                                                | 5,6                                                | —                                                  | 14,8                                               | 17                                                 | 16,2                                               | 11,7                                               | —                                                  | 1,8                                                | −2,4                                               | 6,3                                                |
| Lavest målte °C                                    | −25,4                                              | −24,1                                              | −18,3                                              | −5,3                                               | —                                                  | 5,5                                                | 8,2                                                | 3,6                                                | −3,3                                               | —                                                  | −17,6                                              | −20,8                                              | −25,4                                              |
| Gennemsnitlig nedbør mm                            | 28,6                                               | 28,4                                               | 33,3                                               | 33,2                                               | —                                                  | 59,3                                               | 44                                                 | 34,4                                               | 40,9                                               | —                                                  | 34,9                                               | 36,2                                               | 444,2                                              |
| Gns. dage med nedbør (≥ 1.0 mm)                    | 5,2                                                | 5,3                                                | 5,4                                                | 6,1                                                | —                                                  | 6,6                                                | 5                                                  | 4,5                                                | 4,5                                                | —                                                  | 5,2                                                | 6                                                  | 64,4                                               |
| Gns. luftfugtighed (%)                             | 81,1                                               | 73,5                                               | 70,8                                               | 67,2                                               | —                                                  | 60,9                                               | 58,9                                               | 60,7                                               | 70,5                                               | —                                                  | 81,7                                               | 79,1                                               | 70                                                 |
| Gns. månedlige solskinstimer                       | 83,2                                               | 107,2                                              | 151,6                                              | 199,5                                              | —                                                  | 298,6                                              | 324,5                                              | 299,3                                              | 230,4                                              | —                                                  | 94,8                                               | 77,4                                               | 2.324,1                                            |
| Kilde 1: World Meteorological Organization         |                                                    |                                                    |                                                    |                                                    |                                                    |                                                    |                                                    |                                                    |                                                    |                                                    |                                                    |                                                    |                                                    |
| Kilde 2: Pogoda.ru                                 |                                                    |                                                    |                                                    |                                                    |                                                    |                                                    |                                                    |                                                    |                                                    |                                                    |                                                    |                                                    |                                                    |

## Demografi
Før 1920 var befolkningstallet anslået til 37.000 indbyggere. På det tidspunkt var ca. 11.000 indbyggere jøder, 8.000 rumænere og 6.000 tyskere. Andre etniciteter var russere, bulgarere, tyrkere og kosakker.
I 2001 var det anslået, at befolkningen var udgjort af: Russere 43,7% (33.600), ukrainere 38,0% (29.200), bulgarere 10.0% (7.700) og rumænere 4,3% (3.300). Herudover er der andre nationaliteter: Gagausere, grækere, jøder, armeniere, m.fl.

## Galleri
- Forbønskatedralen i Izmajil
- Sankt Nikolajkirken i Izmajil
- Statue af Aleksandr Suvorov i Izmajil
- Lille moske i Izmail